# 自由意志主義
自由意志主義，又常譯為自由人主義、放任自由主義、自由意志論、自由至上主義、自由至上論，是一套把自由奉為核心原則的政治理念及運動，主張把人的政治自由及自主權最大化，並强调选择自由、自由結社、個人判斷的重要性。儘管大多自由意志主義者會對政治權威及國家公權力持懷疑態度，但他们對於該反對哪些既有经济及政治制度存有內部分歧。各個自由意志主義學派對於公權力及私權力的合法職能存有不同看法，不過他們往往會要求限制或廢除具有强制性的社会制度。現時已有区分各個自由意志主義學派的大致分类，一般以特定思想對於財產和資本的看法，來把其於左-右（或社会主义-资本主义）連續體當中分類。
自由意志主義原本源自于左派思想內的部分分支，比如像無政府主義者般的反权威反國家社會主義者，尤其是社會無政府主義者，但其思想起源可廣至自由意志共產主義者／馬克思主義者，以及自由意志社會主義者。上述學派認為資本主義理應廢除，生產資料亦應公有化。此外亦有學派會針對用益物权，認為應該實行土地共同制或合作所有制，並视私有财产为自由的障碍。
左派自由意志主義包括無政府主義的各個思想學派、反家長主義者；以經濟平等、喬治自由意志主義、斯坦纳-瓦伦丁学派、市場主導左派自由意志主義為中心的新左派 。在20世紀中葉，像無政府資本主義、小政府主義、自由意志保守主义般的右派自由意志主義理念開始借用自由意志主義一詞，去提倡自由放任式資本主義，以及相對較廣的私有財產權，比如提倡把土地、基礎設施和天然資源私有化。後者成為了美國自由意志主義的主導形式，其提倡公民自由、自然法、自由市場資本主義，並極度反對當代福利國家。

## 原則
自由意志主義者定義“自由”為「在不侵犯他人人身和財產的前提下，人有絕對的自由去做任何想做的事」；而在何謂侵犯他人的問題則有許多不同看法，但通常的共識為，行為表現出不尊重他人權利的人應受到制裁，包括以監禁、緩刑、假釋等方式約束其自由，這些準則通常與現代民主社會一致。通常在西方民主國家，在這些問題上，便是以自由意志主義者的主張作為基礎的功能準則。
自由意志主義通常會以掌權者侵犯個體的觀點來看待個人在權力前展現得渺小。不像一般注重於個人能做什麼的積極自由，自由意志主義者強調於個人被允許做什麼的消極自由。這種概念由约翰·斯图尔特·密尔首次提出，並在之後由以赛亚·伯林詳細闡述。
自由意志主義通常認為，政府若對個人和其財產隨意施加約束、或實行中央集權，便是違反了自由的準則。他們傾向於將政府看作是為了定義並保護每個人各自的行為和思想自由的角色。並視執法機關應制裁那些藉由暴力或詐欺傷害他人的行為，但不應涉及毒品和賣淫等與侵犯他人無關的事物。無政府主義便是自由意志主義的一種延伸形式，反對一切來自政府的約束，假設在無政府狀態下個人和社會將形成自治組織，不須統治者壟斷，只須通過契約形成的私營司法、執法系統。
許多自由意志主義者視生命、自由和財產為個體所擁有最基本權利，讓步予任何一種必然會危及到其他兩者。若民主國家經由政治過程放棄了堅持這些個人權利，他們會視之為“多數的暴政”，此說法最先由亞歷西斯·托克維爾提出，並經由约翰·斯图尔特·密尔主張而出名，認為這是多數人將他們所訂立的約束強加至少數人身上，卻在過程中侵犯了少數人的權利（如同性戀問題）。
許多自由意志主義者支持普通法，認為普通法與成文的法規相較之下，較少出現獨裁狀況，也較有彈性。認為普通法更能調整對財產權的定義以適應環境的思想家，包括了弗里德里克·哈耶克、理查·艾普斯坦、羅伯特·諾齊克、蘭迪·巴內特。
一些自由意志主義者則推測這種變革最終會產生各種“平常的”定義，例如環境污染以及其他的互相影響現在則視為外部效应。“一個自由意志主義的社會將不會容許任何人藉由污染而傷害到他人，因為每個人要替自己的行為負起責任。”

### 權利和後果主義
一些自由意志主義者例如羅伯特·諾齊克和穆瑞·羅斯巴德則認為生命、自由和財產是一種自然權利，換言之要保護這些權利、或是摧毀它們，都是個人的選擇。他們的觀點直接或間接的由托马斯·霍布斯和约翰·洛克的著作裡引申出來。對自由意志主義也有極大影響的艾茵·兰德也視這些權利為自然法，不過她本人卻拒絕這種分類。
其他自由意志主義者如米爾頓·佛利民、路德維希·馮·米塞斯以及弗里德里克·哈耶克則認為這些權利是实用主义或後果主義（Consequentialism）的，而且也是道德的根基點。他們主張自由意志主義是與經濟效率是保持一致的，也因此自由意志主義是促進和提高社會福利的最有效方法。

## 自由意志主義者的政策

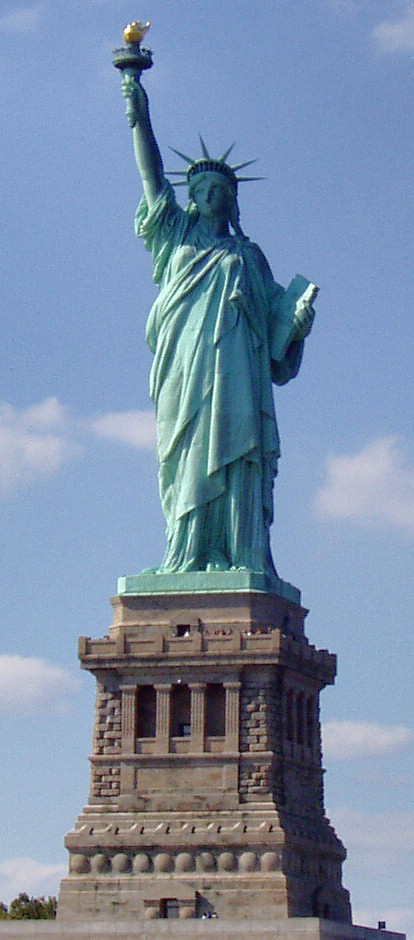
許多自由意志主義者，包括美國自由意志黨將自由女神視為他們觀念的重要象徵之一。

自由意志主義者強烈反對限制公民自由，例如限制表達意見的自由（言論自由、新聞自由、信仰自由等等）、禁止人民自願的組織團體、在非合法訴訟的程序下侵犯個人的人身和財產或施加懲罰。也因此自由意志主義者反對任何形式的審查制度（包括審查攻擊性的言論），以及在審判前就沒收財產的舉動。而且自由意志主義者大多反對區分政治和商業上的言論或組織—這種區分通常用以保護各自領域的活動不受政府干預。
自由意志主義者也不滿任何限制個人或雙方自願之行為的法律，也反對無受害者罪行（victimless crime）的法律，也因此相信個人有選擇產品和服務的權利，而不應被政府以執照限制或國家授權壟斷，或是任何對於選擇產品和服務的貿易限制之形式（見自由貿易）。他們也反對有關消遣用毒品、賭博和賣淫的禁令。他們認為公民應該有自由從事風險行動，即使這種行動可能傷害他們自己。舉例而言，如果大多數人都贊成規定佩戴安全帶，自由意志主義者會認為這是家長專制的命令而反對。同樣，自由意志主義者反對美国食品药品监督管理局禁止未經檢驗的藥物和醫療，主張有關醫療的方法應該由病人和醫生來決定，而政府最多只能以通過非約束力的裁判來表達關於醫療安全和效力的看法。
除了排斥政府干預個人行為之外，自由意志主義者相信政府應該避免加諸任何確實的道德義務，像是宗教信仰、義務的兵役、或經課稅建立的社會福利體制。事實上，自由意志主義者將任何由政府發動，類似於強制重新分配財富的政策都視為是將偷竊合法化；無論這手段是經由個人行動、或是國家機器強徵稅賦。也因此他們反對以課稅作為資金來源的公共服務，例如郵政、運輸、社會保險、公共教育和保健事業（雖然往往鼓勵以私人方式投資這些服務）。許多自由意志主義者反對重新分配財富的政策，認為其毫無經濟效率，如果政治干預了生產過程，必將降低產品品質、增加成本和造成其他脫離自由市場的扭曲現象。他們也反對政府與企業勾結，也就是一般所稱的裙帶資本主義和企業福利政策（Corporate welfare），因為這在他們看來是以稅賦手段強迫個人補貼那些沒有利益產生的企業。
自由意志主義者通常相信這些權利是與生俱來的普遍權利，他們也不反對物質不均等、或是隨意揮霍的行為——只要這種行為沒有傷害其他人。他們視經濟不均等為自由行為的結果，有些人能經此獲利，而有些人則不能。

### 無政府資本主義和小政府主義

Libertatis Æquilibritas是無政府資本主義的象徵之一。一些自由意志主義者和客觀主義者也用這樣的符號作為他們的象徵。

一些自認是自由意志主義者的人也自稱是小政府主義者，支持最小數量的稅賦為“必要之惡”，在有限制的規模下資助一些用以保護公民自由和財產權利的公共機構，包括警察、軍隊（不包含徵兵制度）和司法機構。
而無政府資本主義則反對全部稅賦，排斥任何政府提供的保護服務，主張那是不必要。他們希望政府遠離司法和保護的服務，認為這些服務應該由私人團體提供。無政府資本主義者主張，小政府主義者讓政府壟斷保護的服務，政府將能以此制定一切不合實際的限制，而強迫在任何方面建立制度化的體制都將會產生不良後果。
無政府資本主義和小政府主義在政治立場上的差異往往難以分辨，因為兩者都視現行的政府權力過大。一些自由意志主義哲學家，如Tibor R. Machan便表示：或許正確來說，無政府資本主義和小政府主義間沒有矛盾。

## 歷史
法國的無政府共產主義者约瑟夫·迪亚契首先於1857年創造了自由意志主義一詞。許多左翼的無政府主義者依然使用這一詞自稱（比如在一些非英語系國家如法國、義大利，“Libertarian”一詞與“無政府主義”是同義字），不過在美國這一稱呼與社會主義之間並沒有任何關聯。
相反，自由意志主義被視為古典自由主義的一種形式，在今天這兩個稱呼往可以互換。這種觀念最初簡單稱為“自由主義”，是從啟蒙時代在歐洲和美洲產生的一種思想，包括了政治哲學家如约翰·洛克和孟德斯鸠，以及道德和經濟學家亚当·斯密。到了18世紀晚期，這些觀念迅速伴隨工业革命遍佈西方世界。
洛克經由自然權利的觀念，發展了一種社會契約的形式，稱為“在被治者同意下統治”。立法機關的角色應該是保護人們在公民權利法律中的自然權利，洛克在自然權利的觀念上建立了財產權的勞動理論，每個人在自然狀態下都“擁有”自己，並憑藉著勞動來獲得應得的報酬。從這自然權利的觀念中，便浮現出一種根基於個人財產和貿易，以金錢作為交易媒介的經濟型態。
大約在同一時期，法國哲學家孟德斯鸠發展出了一種區分“擁有主權”和“擁有行政權力”的觀念，主張分隔政治權力，以防止政府擴大行政權力而犧牲了個人的權利。他並承認這種權力分隔在共和政體以及受限制的君主政體裡都能達成，雖然他本人比較傾向於後者。不過，他的觀念也影響了美國的開國者，並在後來從美國開始，為大多數政府所採用，包括共和政體與君主立憲政體。
亚当·斯密的道德哲學強調政府的不干涉政策（non-intervention），好讓個人能自由發揮任何“上帝賦予的天份”，而不會被政府隨意阻撓。他的經濟學說主張，對於任何人在任何事業上發揮最佳天份的妨礙（意指重商主义和垄断），都會降低勞動行為的效率。亚当·斯密指出“自願根據可靠情報交易總能讓雙方都獲利”，而“自願”和“可靠情報”便是指沒有詐欺行為的交易。
在美國獨立運動中，美國的開國者們將保護人們的自由視為政府存在的主要目的。托马斯·杰斐逊便說：“依據我們自己的意願，並且在不侵犯別人同等權利的限制下，正當的自由行為不該受到任何阻礙。”他也曾說過一句名言：“最好的政府，便是管的最少的政府。”
拉法耶特侯爵引進了美國對於自由的觀念（儘管有人認為這只是重新引進歐洲），用以設計1789年法國的人权和公民权宣言：
“自由的權利在於從事一切對他人無害的行為；因此，每一個人對其自然權利的行使，只以保證社會上其他人皆享相同權利為限制。”
约翰·斯图尔特·密尔在整理杰里米·边沁對於功利主义的見解時，描述道：“每個人，對他的身體和意志，都擁有主權”。密尔並比較了他所謂的“多數暴政”，表示功利主義需要在政治上滿足“互不侵犯的原則”，藉此使每個人都能獲得最大可能的自由—只以不侵犯他人為限，於是每個人將能最大限度的追求各自的幸福。英國哲學家赫伯特·斯宾塞也支持這觀點，斯宾塞擁護“同等自由的法律”，主張道：“在不侵犯其他人同等自由的條件下，每個人有自由做任何想做的事。”
皮埃爾-約瑟夫·普魯東則擁護一種無政府主義式的社會契約，不屬於個人與政府之間，而比較像是“一種人與人之間的協議；一種必定會產生出我們所稱為社會的協議”。他的著名說法之一即為“無政府主義便是秩序”。在他對於互助論（Mutualism）的架構中，他宣稱勞動是唯一一種合法的財產形式，主張“財產本身便是自由的”，排斥個人或團體對於財產的所有權，並且稱“擁有財產是一種偷竊”。不過，他之後拋棄了他對於財產的排斥觀念，承認個人財產“能被用以平衡國家的權力，並以此保障個人的自由。”
到了20世紀初期，世界上許多主流的政黨開始脫離以上觀念，美國的進步主義和歐洲眾多的社會主義運動，反而聚焦於否定自由權和自由市場，以此對權利進行更積極的斷言。他們主張政府所做的不該只是“保護人們的權利”，更主張利用政府的權力以提升人們更多的正面權利。這種改變可以富兰克林·德拉诺·罗斯福所提出的四大自由為例，其中“言論自由”和“信仰自由”兩條為限制政府侵犯個人的消極自由，但其他兩條卻是積極自由—第三條“免於貧困的自由”（意即，政府對國內和國外施以援助）和第四條“免於恐懼的自由”（意即，施行國際主義的政策以強加他國遵守和平）。
於是在英語國家，“自由主義”一詞所代表的意義從1920年代和1930年代開始逐漸與進步主義政策畫上等號，但許多人仍然支持原先自由主義的涵義，這些主張小政府的流派開始自稱為“古典自由主義”以區分他們的立場。
在20世紀初期，德國的納粹主義和俄羅斯的共產主義的崛起成為相當不同的社會運動，而後者則與西方國家的進步主義運動較為相似，也因此獲得許多進步主義者的同情。這時在中歐有一派經濟學者自稱為奧地利經濟學派，開始挑戰這些不同形式的极权主义，主張這些極權主義者都以集體主義支撐他們的政策，並以西方傳統的觀點認定任何形式的集體主義都絕對是與自由對立的。這些學者包括路德維希·馮·米塞斯和海耶克，以及主張“以互不侵犯原則作為自由意志主義基石”的瓦特·布拉克，奧地利經濟學派對經濟學和自由意志主義的原則都有極大影響。到了20世紀下半葉，早期是與無政府主義有關的“自由意志主義”一詞，現在則轉變為稱呼那些與古典自由主義主張相似的人了。

### 學術界的自由意志主義哲學
在學院裡對於自由意志主義的研討課程從1960年於美國開始出現。在哈佛大學教授羅伯特·諾齊克於1974年出版了《无政府、国家与乌托邦》一書後，對自由意志主義哲學方面的研究開始受到學界的重視。不過左翼自由主義的哲學家湯瑪斯·內格爾曾對此提出相當著名的批評，他批評諾齊克對於“個人擁有他們自身”的假設並沒有進一步的解釋，因此自由意志主義是'沒有根據的'。
另一位哲學家簡·納維森（Jan Narveson）則試著面對內格爾的挑戰。根基在大衛·高契爾（David Gauthier）的論點上，納維森發展了一套契約論的自由意志主義，在1988年出版的The Libertarian Idea一書、以及2002年出版的Respecting Persons in Theory and Practice等著作裡加以描述，他承認個人或許會為了改變自然狀態而殺害或是偷竊別人，但他認為這不代表著就需要一個專制的政府來維護這種自然狀態。納維森並主張，沒有政府是絕對必須存在的。其他支持契約論自由意志主義的人還有公共選擇學派的創始人、同時也是諾貝爾獎獲獎人的詹姆斯·M·布坎南。

### 左翼自由意志主義
在社会学术语中，“左翼自由意志主义”在不同语境中的含义是不一样的，它最初是社会无政府主义运动的代名词，后来在有的时候可以指一些引入了自由的市场经济的元素的市场社会主义流派诸如左翼市场无政府主义, 它也可以指代左派既反对威权政治也反对资本主义的政治流派诸如自由意志社会主义包括自由意志马克思主义，这些大多是小政府主义者或者无政府主义者，通过社区自治的集体经济的形式弱化政府的管制。从20世纪末开始，希尔·斯坦纳、菲利普·范·帕里斯等学者参照右翼自由意志主义的理论也构建了一套把个人自由至上和社会平等相结合的左翼自由意志主义理论，这些人大多并不是无政府主义者。根据美国学者詹妮弗·卡尔森的说法，在美国，自由意志主义的主流是右翼，然而在西欧，左翼自由意志主义已经成为西欧民主国家政治的一个更为主要的方面。 
希尔·斯坦纳、菲利普·范·帕里斯等学者支持平等主義的原則，與個人自由和财产权利的主張加以混合。他們自稱為“左翼自由意志主義”（left-libertarians）。左翼自由意志主義者相信最初自然狀態下自然资源的本質應該是公平分配的，在对外部资源的分配上，有主张生产资料共同所有的，还有平等机会派和平等份额派。机会平等的左翼自由意志主义意味着，一个人应当为其他人留下足够多的资源，以使其他人过好生活的有效机会和他从使用和占有自然资源中获得的过好生活的有效机会一样（即双方是平等的），如果达不到这一标准的则需要对其他人作出补偿。一些左翼自由意志主義者甚至使用洛克式但書以主張重新分配式的平等。菲利普·范·帕里斯和大冢秀树等人，他們所出版的沒有不平等的自由意志主義（Libertarianism Without Inequality）一書是目前最傾向平等主義的自由意志主義者著作。
相同的，左翼和右翼的立場都對左翼自由意志主義有所批評。更右翼的自由意志主義者如羅伯特·諾齊克堅持主張個人的自我擁有權和財產所有權並不須達成平等主義的水平，只需要依照洛克的想法—不去使別人的情況更糟即可。分析型馬克思主義哲學家吉羅德·柯亨（Gerald Cohen）也廣泛批評左翼自由意志主義所堅持的自我所有權以及平等觀念。在他所著的《自我所有权，自由和平等》一書裡，他認為要達成平等所需建立的制度，與自由意志主義所強調的大量自由和自我所有權觀念是不相容的。不過自由意志主義的主要組織卡托研究所的研究員Tom G. Palmer也回應了柯亨的批評。

### 艾茵·兰德的客觀主義
自由意志主義與客觀主義之間有著複雜的關係。雖然有著共同的政治目標，但許多客觀主義者視自由意志主義瓢竊了他們的主張。這些客觀主義者（包括艾茵·兰德）認為自由意志主義者抄襲客觀主義的觀念“就好像把牙齒拔出來一樣”。許多自由意志主義者則視客觀主義者為死守教條、不切實際而且絲毫不能妥協的。依據Reason雜誌（自由意志主義者最主要的雜誌）的編輯Nick Gillespie在2005年3月份有關客觀主義的專題上所描述的，艾茵·兰德是“對自由意志主義運動影響最為深遠的一個人...兰德是影響美國人思想和文化最多最廣泛的人之一”不過他也承認，他對於雜誌社如此直接的套用蘭德的客觀主義觀念至自由意志主義上感到有點不好意思。Reason雜誌的另一位記者Cathy Young也說“自由意志主義非常的接近蘭德的觀念，就好像是後娘養的孩子（stepchild）造反了一般”雖然他們都排斥一般人所視為兰德派的教義，但他們還是相信“蘭德對於自由的想法...可以成為自由意志主義的號召點。”
客觀主義者通常反對自由意志主義所支持的不干預政策（Non-interventionism）——也就是常誤稱為孤立主義的國際政策。他們聲稱當那是為了國家的私利（防衛者或“零和遊戲”生存者的利益）而採取的行動時，國家可以、也應該在國外進行軍事行動—即使這是先發制人的行動（但典型的這只能用作於確保世界不會陷入極權主義政權統治的情況下）。許多人也樂見國家用更具侵略性的態度去保護美國人民和公司在外國的權利—這也包括運用軍事行動對付當地的民族主義。而且他們也不同意自由意志主義者將國家和政府視為“必要之惡”的看法，對客觀主義者而言，一個規模有限而能保護公民權利的政府，應該具有絕對的必要性和制度上的道德價值。客觀主義者反對一切流派的無政府主義，而且對於自由意志主義者的分支—個人無政府主義抱持著非常懷疑的態度。

## 政治立場

政治上的光譜通常都以線狀表示，然而諾蘭曲線卻以兩度空間的圖表，更明確顯示自由意志主義在政治上的觀點。

自由意志主義通常被視為右翼哲學的一種（特別是在美國和加拿大），尤其對於非自由意志主義者而言，在這兩個國家的自由意志主義者通常都與當地所謂的保守主义站在同一邊，而反對當地的左派自由主義，更加上他們對於市場經濟的看法、以及反對槍枝管制的態度。然而，許多人通常視自由意志主義為經濟議題上的“保守派”，和在社會議題上的“自由派”。許多自由意志主義者也擁護“共和立憲制”（也就是經由美國憲法嚴厲限制的共和國），而不是一些在他們看來屬於“無限制民主”的政體，他們認為那將會導致“多數暴政”。（舉例而言，德州眾議員、前總統候選人榮·保羅是支持憲法治共和國的主張，而被自由意志主義者視為他們的一員）
但把自由意志主義視為右翼的描述都是一種對於自由意志主義的誤解，因為在哲學上並不會嚴厲的分別左右翼，自由意志主義者反對任何將他們歸類為左翼或右翼的稱呼。舉例而言，自由意志主義反對取締毒品、徵兵制度、非出於自衛的戰爭以及支援其他國家的防禦，並支持自由貿易的擴展、言論自由、宗教自由和將稅賦最小化，清楚將立場跨越傳統定義的左右兩翼。
另一種能夠了解自由意志主義的政治光譜的方法便是比較自由主義與保守主義兩者。自由主義主張政府應該促進平等，保守主義則主張政府應該促進秩序。而自由意志主義則主張自由，並且同時反對政府通過促進平等或秩序而限制自由。舉例而言，保守派為了保持傳統的秩序，通常傾向於反對同性婚姻；而自由派則會為了保證法律下的平等及反对对同性恋者的歧視而支持允許同性婚姻，至於自由意志主義者則會直接攻擊“為何婚姻需要政府批准？”的這個議題。通常他們會反對政府在婚姻中扮演任何角色，除非結婚的兩方在自願情況下簽訂了互相結合的契約，政府才有必要監督這種契約的執行，而且反對授與結婚者任何額外的權利（現行的減免稅、補助等等）。
在有關歧視（種族、膚色、性別等等）的議題上，自由意志主義的主張和立場或許更加明顯。在這種議題裡，自由派通常會支持法律懲罰那些製造了與工作能力無關的歧視的雇主，保守主義會典型的允許甚至鼓勵這種歧視；而自由意志主義則會反對制定任何有關這種歧視的法律，因為這在他們看來是對於擁有財產權利的業主以及正當雇用的員工的侵犯行為。換言之，即使特定的一個自由意志主義者強烈感覺到某些群體遭受的歧視應該被平等看待，他也會說這種平等化的過程應該由社會來扮演，而不是讓政府來扮演這種角色。如果一個公司歧視你，你也有“自由”去更換工作，或者可能的話自己創業以發揮你自己的想法。在這些例子裡自由意志主義者區分平等和自由的能力，便證明了他們認為立場上的平等並不是“自由”所必要的元素—尤其在簽訂非強迫契約的自由下更是如此。
為取代傳統左右兩翼政治光譜的區分方法，一些自由意志主義者使用了兩度空間的區分圖，代表著“個人自由”的軸線以及代表著“經濟自由”的橫線，這種區分圖表稱為諾蘭曲線，以發明了這個圖表、同時也是美國自由意志黨創始人的大衛·挪蘭（David Nolan）為名。圖表類似於一種由自我管理運動（Self Government）的人所發明的社會-政治傾向的測驗。在圖表中也顯示了自由意志主義的政策傾向，也就是在社會議題上傾向自由派、而在經濟議題上傾向保守派。

## 自由意志主義運動

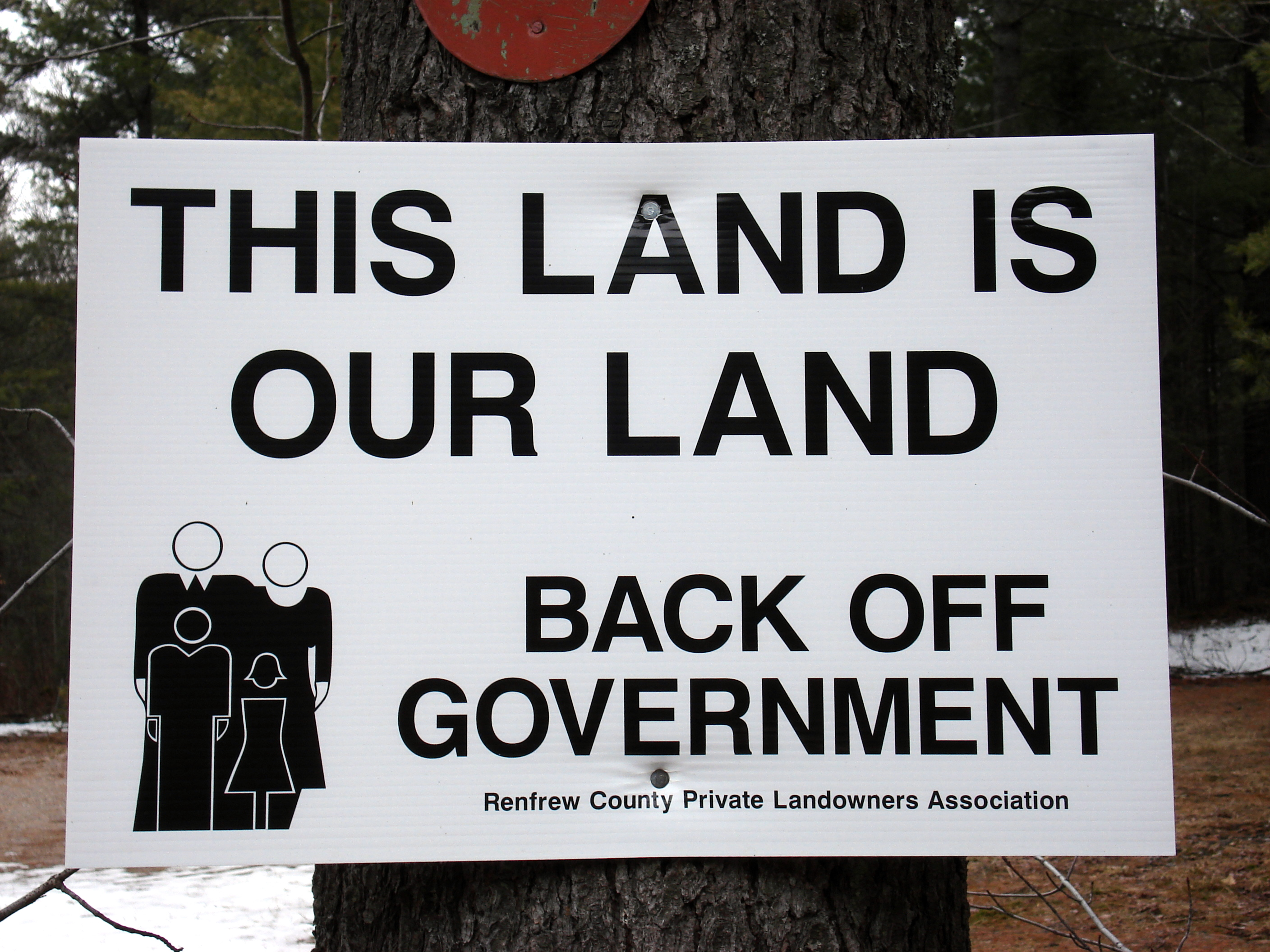
一幅自由意志主義的政治標語：「這塊土地是我們的財產」「政府滾開」

一些自由意志主義者，如卡托研究所的副所長大衛·伯阿茲（David Boaz），主張古典自由主義一詞應該保留作為早期自由主義思想家的稱呼，以確保清楚和正確性，而且也是因為許多自由意志主義者與古典自由主義間仍有差異存在。不過，卡托研究所正式的說法則認為古典自由主義與自由意志主義是同義詞；他們比較喜歡人家形容他們為“自由主義者”，不過由於這個名稱在英語國家早已失去原意（大多數自稱為自由主義的人都是主張混合经济而不是自由市場），因此不會使用這樣的自稱。卡托研究所不喜歡加上“古典”兩字，因為這在他們看來可能讓人誤會為一種保守的哲學。也因此他們最終選擇使用“自由意志主義”的稱呼，以避免被混淆和帶有保守的暗示。
自由意志主義者與他們的同盟並非都是同種性質，但都在智庫、政黨以及其他計畫上合作。比如奧地利經濟學派的學者穆瑞·羅斯巴德等人便共同建立了約翰藍道夫俱樂部（John Randolph Club），成為自由意志主義最主要的研究機構。而卡托研究所則支持許多獨立發起的自由意志主義運動，並於1971年加入了大衛·諾蘭所創始的自由意志黨（不過羅斯巴德在1985年脫離了自由意志黨）。目前在美國有許多自由意志主義者支持自由意志黨，有些人則不支持任何政黨，而有些人則試著與更有影響力的政黨合作—無論他們之間的差異。美國共和黨便有支持自由意志主義的派系—共和黨自由意志派（Republican Liberty Caucus）。類似的派系也存在於民主党裡—自由意志民主党人，只不過較少為人知。共和黨的眾議員榮·保羅同時也是自由意志黨的成員，而且還曾擔任總統候選人。
哥斯达黎加的Movimiento Libertario（自由意志主義運動）是一個美國以外相當突出的自由意志主義政黨，在多次的全國性選戰中都獲得了大約10%的選票，同時也是歷史上第一個在全國性選舉中獲得了一定政治勢力的自由意志主義政黨。
澳洲自由黨在經濟政策方面也傾向自由意志主義，並且是在社会和经济政策上。
自由意志主義也在法國由Liberté Chérie（愛護自由）黨展開，由智庫團和行動組織所組成，有2000名成員。在一次法國政府雇員的罷工行動中，Liberté Chérie動員了80000人上街反對這次罷工而大幅提高了知名度。
在2001年，政治學者兼自由意志主義者Jason Sorens資助發起了自由州計畫（Free State Project），計畫招募20000名自由意志主義者遷移到美國某個特定的州，以專注於他們的行動，到了2003年8月這計畫的地點選定在新罕布什尔州。不過直到2005年，報名的參與者仍然很少，而且許多參與者不滿選在新罕布什尔州，開始進行不同地點的計畫，例如地點選在美國西部的自由西部同盟（Free West Alliance）計畫，以及選在阿拉斯加州的北方未來（North to the Future）計畫。同時在歐洲也有歐洲自由計畫（European Free State Project）。

### 內部爭議
- 對資本主義的看法：幾乎所有的自由意志主義者都支持撤銷管制、自由貿易，因為他們相信人們有權利自由開創和發展商業、製造業、交通業、貿易、買賣，而政府應該儘可能的避免干涉這些事物。一些人可能會支持少部分的私營壟斷。一些自由意志主義者如米爾頓·佛利民可能會支持類似學券制（school vouchers）的市場改革，但其他的人則認為這種計畫會對私營產業造成威脅，而且也會膨脹政府的規模。同時許多自由意志主義者也反對政府施加反托拉斯法以及其他禁止內線交易和哄抬物價的法律及規定。

- 對財富重新分配的看法：絕大多數自由意志主義者反對強迫性的財富重新分配和政府福利政策，因為他們認為強迫性的重新分配是一種「合法盜竊」的行徑。不過也有一些人會支持最小程度的、暫時的公共支援。

- 對稅賦的看法：一些自由意志主義者相信自由意志主義的原則在邏輯上的一貫性（互不侵犯、個人權利）)[37]證明了稅賦根本無須存在[38]，而支持有限規模政府的人則會支持低比率的稅賦，認為一個社會若是缺乏稅賦將會造成治安、消防等公共利益難以提供。參見：小政府主義。

- 對政治結盟的看法：絕大多數自由意志主義者在政策上都與現代的保守派結盟，包括了經濟議題、言論自由和槍枝管制等。但在許多社會議題上自由意志主義者則會與現代自由派結盟。外交政策則是自由意志主義者之間激烈爭論的議題，大多數自由意志主義者會反對戰爭，反對保守派的好戰政策，但他們也會反對聯合國和自由派的立場。一些人會選擇與孤立主義者、宗教保守主義結盟，儘管在經濟和社會議題上都有極大的差異。一些人則會拒絕與任何自由意志主義政黨以外的政治團體結盟，而且也絕對不會投給主流的候選人。大多數自由意志主義者通常只會投給支持自由意志主義理論的候選人，典型的例子是美國的國會議員榮·保羅。而那些選擇投給任何符合他們目標和理念的人則被稱為「小寫-l自由意志主義」（small-L libertarians）或「哲學自由意志主義」，因為他們會更樂意與其他政黨妥協以擴展個人自由的目標。在2004年美国总统选举的民主黨總統候選人預選中，一小部分的「小寫-l自由意志主義」選擇支持霍華德·迪安作為總統候選人，因為他支持自由貿易以及人民的槍械權利，同時也是因為擔心約翰·凱利或乔治·W·布什當選會造成更惡劣的後果。一部分的自由意志主義者則選擇投給喬治·布希，擔心約翰·凱瑞會妨礙自由貿易。而一些人則認為共和黨較偏向於小政府的理念，因此選擇投給布希。一小部分的自由意志主義者則因為不滿布希沒有成功遏止聯邦政府開銷而投給了凱瑞。不過，很大一部分的自由意志主義者最後則放棄投票（因為他們不滿意2004年的自由意志黨候選人），或者依然投給自由意志黨的候選人邁可·拔那力（Michael Badnarik）—儘管獲勝的機會極其渺茫，因為他們相信兩大黨都不符合自由意志主義的原則。

- 對智慧財產權的看法：一些自由意志主義者認為在智慧上的（以及其他無形的）財產權利應該要和實體的財產權利同等看待，因為兩者都能以自然權利正當化。一些人則以功利主義的推論來正當化智慧財產權。他們主張智慧財產權可以最大化創新的動力。不過，仍然有一部分的自由意志主義者認為智慧財產權是一種「智慧保護主義」並且應該被徹底廢止 （页面存档备份，存于）。

- 對移民的看法：自由意志主義依據著自然法，通常支持人們遷徙的自由。不過一些自由意志主義者認為無限制的國界會造成外國人的合法入侵。爭論通常聚焦於身體的自我所有權、以及我們是否有權利雇用世界上所有人而無需經過聯邦政府的許可。有時候爭論則聚焦於移民者會濫用政府的國庫資源。「後果論的自由意志主義」則認為應該以對經濟造成的影響來判斷開放移民與否。在理想上自由意志主義者會反對政府牽涉各種社會計畫，因此他們也不會支持向移民者課徵額外的稅賦。

- 對墮胎的看法：另一個爭議則是與墮胎的管制與否有關。在美國，爭論的雙方都會同意這個議題應該交由各地的州政府決定，而不是國家的中央政府，也因此他們認為1973年由聯邦最高法院賦予婦女墮胎權的羅訴韋德案是無效的，因為這起案子是由國家的中央政府所判決，違反了州政府的自行立法權利。至於那些並不擁護州政府權力的自由意志主義者，則認為交由州政府或中央政府決定的問題並不重要。儘管數量不多，有一部分的自由意志主義者（包括許多米塞斯協會的人）認為墮胎是對胎兒先行施加暴力的行為，也因此認為墮胎是錯誤的。而其他自由意志主義者則認為還在成長中的胎兒應該屬於婦女自己的身體管轄範圍。

- 對死刑的看法：一些自由意志主義者根基於自我防衛和報復正義的理由而支持死刑。其他人則認為那是國家權力的過度濫用。許多自由意志主義者認為死刑是無法挽回的因而反對之，同時也是因為認為死刑會與權利法案中對於「殘酷而罕見的懲罰」的禁止產生衝突。

- 對外國干涉的看法：大多數自由意志主義者反對並質疑政府干涉其他國家的事務，尤其是在暴力的干涉上。其他人 （页面存档备份，存于）（例如那些受到客觀主義影響的人）則認為當外國政府嚴重侵犯其國民權利時，本國政府出於道德理由應該加以干涉。但這種干涉行為也必須以本國的利益為考量。

- 對同性戀權利的看法：大多數自由意志主義者認為成年人有權選擇他們自己的生活方式或性傾向，只要這種行為方式以不干涉其他人的同等性傾向和宗教自由為前提。不過自由意志主義者之間對於同性戀婚姻所採取的態度也有一些爭議。爭議大多聚焦於政府是否對婚姻的进行牽涉，多数自由意志主义者同意同性恋者应享有结婚的自由权利，但对立法后可能限制反對者的自由有爭议。純粹哲學上的自由意志主義者會要求所有婚姻都必須有法律的契約，並要求在契約裡將婚姻一詞牽涉的所有部分劃清界線，使所有成人都能在合法的情況下簽下婚姻契約，也因此能解決政府對於所有婚姻契約背書所牽涉的問題——包括了異性戀的婚姻在內。而如果州政府不再限定只有某些契約才是合法的，那麼情況也會一樣進行，男同性戀、女同性戀、一夫多妻或一妻多夫……可以簽下他們自己的法律契約，就如同異性戀婚姻一樣。

- 對遺產的看法：在人死後的遺囑和未完成的契約應如何處置也是爭論聚焦的議題，同時死後的遺產也是問題之一。契約簽訂時是依據財產所有人的意願實行。通常自由意志主義者認為沒有透過遺囑分配的遺產應該首先交由在世的親戚，同時在理想上所有的遺產都不應該流至政府的口袋。許多自由意志主義者支持創設一種協助人們執行遺囑的私營信用機構，以避免去世時被課徵遺產稅。

- 對自然資源的看法：一些自由意志主義者（如自由市場的環境保護主義者和客觀主義者）認為環境污染是國家對於自然資源的不當佔有和管理所造成的，並認為將自然資源私有化能夠達成更好的自然環境，因為私有化的所有權更能促進物主保護財產的長期價值。

- 對動物權的看法：一小部分的自由意志主義者提倡動物的基本權利（他們也視為獨立個體，擁有免受強迫力量的權利），而其他人則認為動物是屬於私人財產，並認為其主人有絕對權利自由處置它們。

而自由意志黨的官方態度則認為聚焦於這些議題是不恰當的。在達拉斯協議下自由意志黨的成員達成共識，認為他們應該聚焦於自願性的解決方式，而不是偏袒某一種特定做法。在社會議題上自由意志黨聚焦以自願性的解決方式以及民間的機構來解決問題，而非強迫力量的政府。有關國防和移民的議題應該聚焦於如何促成自由意志黨和其同盟所推廣的自願解決方式上。而對於其他國家面臨的問題而言，解決方式應該是採取更多自由意志主義的政策，又或者所有國家都能夠適用於自由意志主義的原則。

## 批評
左翼和右翼都有對於自由意志主義的批評，他們批評自由意志主義所同時主張的個人自由與經濟自由兩者是互相矛盾的，站不住腳而且也不受歡迎。左翼的批評通常集中於經濟上的後果，他們認為全然的自由市場或是自由放任的資本主義，將會造成社會不平等和貧窮，進而侵蝕個人的自由。來自右翼的批評則集中在個人道德的傳統上，主張延伸個人的自由將會助長不健康和不道德的行為，進而侵蝕宗教信仰。自由意志者對此的回應是，個人自我負責、私人的慈善團體、自願的交換商品等觀念都與個人主義邁向自由的觀念一致，而且也是最為有效和最為合理的邁向繁榮且和平之社會的方法。他們也主張，真正的資本主義社會即使是最貧窮的人們也能因為更快的經濟成長而生活的比較好—並認為這是因為較低的稅賦和更少的政府管制而達成的。
保守主義者通常主張政府必須維持社會的秩序和道德，他們認為過度的個人自由會導致危險而不負責任的行為產生，而整個社會將為此付出代價。而如果負面的行為對社會造成不良影響，那麼課稅將能幫助政府配置資源以緩和這種市場錯誤。保守派最常見的爭論還包括性別規範、反毒品和公共教育。一些保守派如《國家評論》的評論員卓納·古登堡，批評自由意志主義是“一種自大的虛無主義”，過度容忍非傳統的生活方式（如海洛因的上癮），而且容忍其他不同的政治觀點。他並在同一篇文章中寫道：“你不能只靠著給予小孩完全的自由就能使他們能對自己負起責任。要培養小孩好的人格就要限制他們的自由，引導他們的活力朝向正面的生產力上。這才是好的學校、好的家庭、好的社會應該做的……而不該是過度容忍的多元論……那將是自殺合約”
一些自由主義者如约翰·罗尔斯，則認為含蓄而不明確的社會契約以及民主規定，將會使政府容易正當化那些傷害了個人的舉動，只要這對於那些掌權者有利益可言。他們也進一步主張權利和市場只有在以社會責任作依靠的“非常穩定的社會裡”才能達成——而社會責任正是自由意志主義者所排斥的。這些批評認為如果沒有如此的社會基礎，自由意志主義式的政府便會失敗、或者擴大規模到讓人無法認出。
而許多主張“擁有財產是一種偷竊”的無政府主義者，則會攻擊自由意志主義在資本主義上的所有理論。一些人認為目前擁有財產的人是以不正當手段獲取這些財富的，因此他們沒有正當而完整的理由來要求這些財產的所有權。他們主張，在美國的大量土地都是由原本住在當地的印第安人手上所偷取來的，這證明了有錢人的權力使得他們能夠藉著剝削他們的勞工來不勞而獲大量利益。更深入的，他們認為自由意志主義在暴力上“先行侵犯”乃至“反擊”的區分方法缺乏一定的分辨原則。
其他的批評則集中於經濟方面。一些批評認為自由意志主義的經濟理論（自由放任的資本主義）已經實行過（在智利，19世紀的英國，和19與20世紀的美國），而結果則顯現出自由意志主義的經濟主張將會威脅到自由、民主、人權以及經濟成長。主張自由意志主義無視於一些市場上的失敗，例如人性往往傾向於作出投機取巧的行為。而且一些人認為自由意志主義的反中央集權概念將會消除一些必要的政府服務，最常提出的問題是保健制度，批評者認為消費者往往缺乏醫學常識，他們相信一個社會基於道德，必須提供那些無法支付費用的人醫療服務，而在完全的自由市場裡則不可能達成足夠的醫療服務，他們主張一套國有化的保健制度會比自由市場達到更好的結果。不過這些主張在自由意志主義者看來，則是以公眾利益作藉口，實則只是為了強迫人民接受固定的體制。
一些批評則主張自由意志主義者對於“自由”的定義（也就是在諾蘭曲線所顯示的）是錯誤的，因為他們忽視了貧窮和喪失權力在自由上會造成的影響。一些人則認為諾蘭曲線這種測驗在設計上就有著偏見，偏袒自由意志主義的立場。尤其他們認為，這種測驗將自由意志主義描繪成“自由”的絕對支持者，但卻沒有指出這種自由只不過是消極自由。自由意志主義者對此則回應，所謂的積極自由並不是自然權利，而是經由當權者命令才產生的。
其他批評者，如批判评论雜誌的編輯杰弗里·弗里德曼，則批評自由意志主義過分簡單化了在有關政府介入之效能上的議題，推卸舉證責任（Burden of proof）至他們批評者的頭上，而沒有自己提出證明。弗里德曼也批評自由意志主義在人性的觀點上是由“意識形態和聖戰式（crusading）政治”、而不是由“學術”所組成。他也批評了自由意志主義者，早已假定了人們針對自己需要和利益所產生的行動都會與人類真正需求所配合—而不是由政府來進行。
一些人則批評自由意志主義者的動機，認為他們在現行社會位階上大多是接近頂端的人，支持自由意志主義也只不過是為了正當化並且繼續保持自己的地位，如Wired雜誌的專欄作家Brooke Shelbey Biggs便認為“自由意志主義是一群披著民權外皮的資本主義貪婪者”並接著說“自由意志主義者往往會信口開河，大談未來如果沒有政府干涉的話將會如何如何。而無視於諸如平衡弱勢文化的不利條件、反歧視的積極平權措施、公共事業計畫——比如在矽谷週遭的高速公路計畫、補助藝術活動、防範和介入虐兒、對年長者的醫療保健以及其他很多事情。而且他們對於那些針對資本增值（capital-gains）或是公司與有錢人的減稅，也都沒有半句抱怨。”
這些批評包含了對於自由意志主義支持全球化的舉動，他們認為這證明了自由意志主義樂於保持目前全球的現況而且想要“鞏固”那些支配的霸權優勢。同樣的，他們認為自由意志主義在他們當地都相當富裕，古典自由主義在這方面往往對於富裕、商業和公司抱持著懷疑態度，而且托马斯·杰斐逊尤其對於公司組織的成長有相當的批評。不過在這方面，有些自由意志主義者是否定公司的正當性的，他們認為那是類似政府的架構。
大多數經濟學者認同對於決策上的分散是有效率的市場所不可或缺，但許多經濟學者也主張市場失靈時政府非得介入不可；自由意志主義則相信自由市場在重新分配資源的效率極高而且非常公平，他們不會容許市場違反任何個人的消極自由，且反對政府藉著聲稱“市場失靈”而有任何介入，聲稱這種介入將會導致政府失靈——比喻成比疾病本身還要糟糕的醫療手段
一些批評者則針對生態環境方面，認為自由意志主義對財產權的觀點將會危害環境，他們在環境方面提出許多觀點，比如美麗的風景—他們認為這是無法衡量價值的自然資產。
某些批評則主張自由意志主義將會造成奴隸的合法化，藉著自我所有權的觀念撤銷勞工法，再經由契約式的勞工協議，徹底出賣未來的勞工權利。以及／或者只是懲罰一個人無法償還債務而成為契約傭僕（Indentured servant）。這其實便是自由意志主義內部的爭論之一，是否要正當化契約的奴隸以及契約勞工。自由意志主義對此的新辯駁是：他人的身體，如同托马斯·杰斐逊所說的，不應該是所有權所包含的項目之一，因此奴隸是非法的，是一種非法的拘禁。這觀點也就是存在已久的普通法的原則—權利不可剝奪，權利不可視為是一種是他人的財產（在法律），不可以如此的買賣權利。雖然如此，這仍然不是自由意志主義者所公開承認的原則之一，有關自願的奴隸契約的議題仍然在自由意志主義者間持續的爭論中。

### 引用
1. ↑  Boaz, David. . 2009-01-30  [2017-02-21]. （原始内容存档于2015-05-04）. [L]ibertarianism, political philosophy that takes individual liberty to be the primary political value. |encyclopedia=被忽略 (帮助)
2. ↑  Woodcock, George. . Peterborough: Broadview Press. 2004: 16 [1962]. ISBN 9781551116297. [F]or the very nature of the libertarian attitude—its rejection of dogma, its deliberate avoidance of rigidly systematic theory, and, above all, its stress on extreme freedom of choice and on the primacy of the individual judgement （原文如此）.
3. ↑  Long, Joseph. W (1996). "Toward a Libertarian Theory of Class". Social Philosophy and Policy. 15 (2): 310. "When I speak of 'libertarianism' [...] I mean all three of these very different movements. It might be protested that LibCap [libertarian capitalism], LibSoc [libertarian socialism] and LibPop [libertarian populism] are too different from one another to be treated as aspects of a single point of view. But they do share a common—or at least an overlapping—intellectual ancestry."
4. ↑  Carlson, Jennifer D. (2012). "Libertarianism". In Miller, Wilburn R., ed. The Social History of Crime and Punishment in America. London: Sage Publications. p. 1006 （页面存档备份，存于）. ISBN 1412988764. "There exist three major camps in libertarian thought: right-libertarianism, socialist libertarianism, and left-libertarianism; the extent to which these represent distinct ideologies as opposed to variations on a theme is contested by scholars."
5. ↑  Francis, Mark. . Australian Journal of Politics & History. 1983, 29 (3): 462–472. ISSN 0004-9522. doi:10.1111/j.1467-8497.1983.tb00212.x.
6. ↑  "The Rise of Social Anarchism". In Gaus, Gerald F.; D'Agostino, Fred, eds. (2012). The Routledge Companion to Social and Political Philosophy. p. 223 （页面存档备份，存于）. "In the meantime, anarchist theories of a more communist or collectivist character had been developing as well. One important pioneer is French anarcho-communists Joseph Déjacque (1821–1864), who [...] appears to have been the first thinker to adopt the term "libertarian" for this position; hence "libertarianism" initially denoted a communist rather than a free-market ideology."
7. ↑  "Anarchism". In Gaus, Gerald F.; D'Agostino, Fred, eds. (2012). The Routledge Companion to Social and Political Philosophy. p. 227 （页面存档备份，存于）. "In its oldest sense, it is a synonym either for anarchism in general or social anarchism in particular."
8. ↑  Rothbard, Murray.  (PDF). Mises Institute. 2009: 83 [2007]  [2020-06-12]. ISBN 978-1610165013. （原始内容 (PDF)存档于2019-12-21）. One gratifying aspect of our rise to some prominence is that, for the first time in my memory, we, 'our side,' had captured a crucial word from the enemy. 'Libertarians' had long been simply a polite word for left-wing anarchists, that is for anti-private property anarchists, either of the communist or syndicalist variety. But now we had taken it over.
9. ↑  Marshall, Peter (2009). Demanding the Impossible: A History of Anarchism. p. 641 （页面存档备份，存于）. "For a long time, libertarian was interchangeable in France with anarchism but in recent years, its meaning has become more ambivalent. Some anarchists like Daniel Guérin will call themselves 'libertarian socialists', partly to avoid the negative overtones still associated with anarchism, and partly to stress the place of anarchism within the socialist tradition. Even Marxists of the New Left like E. P. Thompson call themselves 'libertarian' to distinguish themselves from those authoritarian socialists and communists who believe in revolutionary dictatorship and vanguard parties."
10. ↑  Kropotkin, Peter. . Courier Dover Publications. 1927: 150. ISBN 9780486119861. It attacks not only capital, but also the main sources of the power of capitalism: law, authority, and the State.
11. ↑  Otero, Carlos Peregrin. . Otero, Carlos Peregrin  (编). . Chomsky, Noam Chomsky 3rd. Oakland, California: AK Press. 2003: 26. ISBN 1-902593-69-3.
12. ↑  Chomsky, Noam. Carlos Peregrin Otero , 编.  3rd. Oakland, California: AK Press. 2003: 227–228. ISBN 1-902593-69-3.
13. ↑  Carlson, Jennifer D. (2012). "Libertarianism". In Miller, Wilbur R. The Social History of Crime and Punishment in America: An Encyclopedia. SAGE Publications. p. 1006 （页面存档备份，存于）. "[S]ocialist libertarians view any concentration of power into the hands of a few (whether politically or economically) as antithetical to freedom and thus advocate for the simultaneous abolition of both government and capitalism".
14. 1 2  Kymlicka, Will (2005). "libertarianism, left-". In Honderich, Ted. The Oxford Companion to Philosophy. New York City: Oxford University Press. p. 516. ISBN 978-0199264797. "'Left-libertarianism' is a new term for an old conception of justice, dating back to Grotius. It combines the libertarian assumption that each person possesses a natural right of self-ownership over his person with the egalitarian premiss that natural resources should be shared equally. Right-wing libertarians argue that the right of self-ownership entails the right to appropriate unequal parts of the external world, such as unequal amounts of land. According to left-libertarians, however, the world's natural resources were initially unowned, or belonged equally to all, and it is illegitimate for anyone to claim exclusive private ownership of these resources to the detriment of others. Such private appropriation is legitimate only if everyone can appropriate an equal amount, or if those who appropriate more are taxed to compensate those who are thereby excluded from what was once common property. Historic proponents of this view include Thomas Paine, Herbert Spencer, and Henry George. Recent exponents include Philippe Van Parijs and Hillel Steiner."
15. ↑  Goodway, David (2006). Anarchist Seeds Beneath the Snow: Left-Libertarian Thought and British Writers from William Morris to Colin Ward. Liverpool: Liverpool University Press. p. 4 （页面存档备份，存于）. ISBN 1846310253. ISBN 978-1846310256. "'Libertarian' and 'libertarianism' are frequently employed by anarchists as synonyms for 'anarchist' and 'anarchism', largely as an attempt to distance themselves from the negative connotations of 'anarchy' and its derivatives. The situation has been vastly complicated in recent decades with the rise of anarcho-capitalism, 'minimal statism' and an extreme right-wing laissez-faire philosophy advocated by such theorists as Murray Rothbard and Robert Nozick and their adoption of the words 'libertarian' and 'libertarianism'. It has therefore now become necessary to distinguish between their right libertarianism and the left libertarianism of the anarchist tradition".
16. ↑  Marshall, Peter (2008). Demanding the Impossible: A History of Anarchism. London: Harper Perennial. p. 641 （页面存档备份，存于）. "Left libertarianism can therefore range from the decentralist who wishes to limit and devolve State power, to the syndicalist who wants to abolish it altogether. It can even encompass the Fabians and the social democrats who wish to socialize the economy but who still see a limited role for the State".
17. 1 2  Spitz, Jean-Fabien. . Cairn-int.info. March 2006  [2018-03-11]. （原始内容存档于2019-03-23）.
18. ↑  Newman, Saul (2010). The Politics of Postanarchism, Edinburgh University Press. p. 43 （页面存档备份，存于）. ISBN 0748634959. ISBN 978-0748634958. "It is important to distinguish between anarchism and certain strands of right-wing libertarianism which at times go by the same name (for example, Murray Rothbard's anarcho-capitalism). There is a complex debate within this tradition between those like Robert Nozick, who advocate a 'minimal state', and those like Rothbard who want to do away with the state altogether and allow all transactions to be governed by the market alone. From an anarchist perspective, however, both positions—the minimal state (minarchist) and the no-state ('anarchist') positions—neglect the problem of economic domination; in other words, they neglect the hierarchies, oppressions, and forms of exploitation that would inevitably arise in a laissez-faire 'free' market. [...] Anarchism, therefore, has no truck with this right-wing libertarianism, not only because it neglects economic inequality and domination, but also because in practice (and theory) it is highly inconsistent and contradictory. The individual freedom invoked by right-wing libertarians is only a narrow economic freedom within the constraints of a capitalist market, which, as anarchists show, is no freedom at all".
19. ↑  "Anarchism". In Gaus, Gerald F.; D'Agostino, Fred, eds. (2012). The Routledge Companion to Social and Political Philosophy. p. 227. "The term 'left-libertarianism' has at least three meanings. In its oldest sense, it is a synonym either for anarchism in general or social anarchism in particular. Later it became a term for the left or Konkinite wing of the free-market libertarian movement, and has since come to cover a range of pro-market but anti-capitalist positions, mostly individualist anarchist, including agorism and mutualism, often with an implication of sympathies (such as for radical feminism or the labor movement) not usually shared by anarcho-capitalists. In a third sense it has recently come to be applied to a position combining individual self-ownership with an egalitarian approach to natural resources; most proponents of this position are not anarchists."
20. ↑  Vallentyne, Peter. . Zalta, Edward N.  (编).  Spring 2009. Stanford, California: Stanford University. March 2009  [2010-03-05]. （原始内容存档于2019-07-06）. Libertarianism is committed to full self-ownership. A distinction can be made, however, between right-libertarianism and left-libertarianism, depending on the stance taken on how natural resources can be owned.
21. ↑  Carson, Kevin (15 June 2014). "What is Left-Libertarianism?" （页面存档备份，存于）. Center for a Stateless Society. Retrieved 28 November 2019.
22. ↑  Hussain, Syed B. . New York: Facts on File Inc. 2004: 492  [2020-06-12]. ISBN 0816052247. （原始内容存档于2020-09-30）. In the modern world, political ideologies are largely defined by their attitude towards capitalism. Marxists want to overthrow it, liberals to curtail it extensively, conservatives to curtail it moderately. Those who maintain that capitalism is an excellent economic system, unfairly maligned, with little or no need for corrective government policy, are generally known as libertarians.
23. 1 2  Miller, Wilbur R. (2012). The Social History of Crime and Punishment in America: An Encyclopedia. SAGE Publications. p. 1006 （页面存档备份，存于）.
24. ↑  Rothbard, Murray (1 March 1971). "The Left and Right Within Libertarianism" （页面存档备份，存于）. WIN: Peace and Freedom Through Nonviolent Action. 7 (4): 6–10. Retrieved 14 January 2020.
25. ↑  Miller, Fred. . 2008-08-15  [2019-07-31]. （原始内容存档于2020-05-26）. |encyclopedia=被忽略 (帮助)
26. ↑  Boaz, David. . Cato Institute. 2019-04-12  [2019-12-20]. （原始内容存档于2012-04-03）.
27. ↑  . Institute for Humane Studies.   [2019-12-20]. （原始内容存档于2017-02-01）.
28. ↑  Baradat, Leon P. . Routledge. 2015: 31. ISBN 978-1317345558.
29. ↑  "I'm for a free market. I only oppose the misuse of technology. A libertarian society would not allow anyone to injure others by pollution because it insists on individual responsibility. That's part of the beauty of libertarianism." -Russell Means
30. ↑  Déjacque, Joseph. Letter to P. J. Proudhon （页面存档备份，存于）
31. ↑  Steiner, Hillel; Vallentyne, Peter (2000). The Origins of Left Libertarianism. Palgrave.
32. ↑  Steiner, Hillel (1994). An Essay on Rights. Oxford: Blackwell.
33. ↑  Van Parijs, Philippe (2009). Marxism Recycled. Cambridge: Cambridge University Press.
34. ↑  Otsuka, Michael (2005). Libertarianism without Inequality. New York: Oxford University Press.
35. ↑   (PDF).   [2008-08-15]. （原始内容 (PDF)存档于2008-10-02）.
36. ↑  .   [2006-05-06]. （原始内容存档于2010-09-03）.
37. ↑  The maxims are described in the introduction of this article. Tenet is a principle, belief, or doctrine generally held to be true.(Meraim Webster) I.e. it is generally held to be true that as a fundamental maxim all human interaction should be voluntary and consensual
38. ↑  "The libertarian, if he is to be logically consistent, must urge zero crime, not a small amount of it. Any crime is anathema for the libertarian. Any government, no matter how "nice", must therefore also be rejected by the libertarian." Walter Block, GOVERNMENTAL INEVITABILITY: REPLY TO HOLCOMBE, JOURNAL OF LIBERTARIAN STUDIES VOLUME 19, NO. 3 (SUMMER 2005): 71–93
39. ↑  .   [2006-05-06]. （原始内容存档于2007-07-05）.
40. ↑  .   [2006-05-06]. （原始内容存档于2006-09-01）.
41. ↑  .   [2006-10-21]. （原始内容存档于2006-10-16）.
42. ↑  .   [2006-10-21]. （原始内容存档于2006-11-21）.

## 外部連結
自由意志主義的政黨和組織、以及各種相關的網站相當多，以下只是其中幾個：
- 自由意志主義的各種網站入口 （页面存档备份，存于）
- Libertarian Party （页面存档备份，存于） 美國自由意志黨
- Movimiento Libertario （页面存档备份，存于） 哥斯大黎加的「自由意志主義運動」
- Cato Institute  （页面存档备份，存于） 卡托研究所
- Advocates for Self-Government （页面存档备份，存于）
- International Society for Individual Liberty 參見他們製作的 簡介動畫
- Ludwig von Mises Institute （页面存档备份，存于） 路德維希·馮·米塞斯研究所（奧地利經濟學派）
- 海耶克協會 （页面存档备份，存于）
- Free State Project （页面存档备份，存于） 自由州計畫
- European Free State Project （页面存档备份，存于） 歐洲自由計畫
- Libertarian International （页面存档备份，存于） 自由意志黨國際
- 史丹佛哲學百科的自由意志主義條目 （页面存档备份，存于）
- Libertarian Wiki 自由意志主義的維基
- lewrockwell.com （页面存档备份，存于） 盧埃林·羅克維爾建立的自由意志主義頻道
- Reason （页面存档备份，存于） Reason雜誌
- For a New Liberty （页面存档备份，存于） 由穆瑞·羅斯巴德所寫的自由意志主義宣言